# Tverskaja ulica
Via Tverskaja (in russo Тверская улица?, Tverskaja ulica), nota tra il 1935 e il 1990 come Via Gor'kij (in russo улица Горького?, ulica Gor'kogo), è la principale arteria stradale del centro di Mosca. Si sviluppa a nord-ovest da Piazza del Maneggio in direzione di San Pietroburgo e termina nell'Anello dei giardini, dando il nome all'omonimo distretto. Prosegue quindi il suo percorso confluendo nella via Tverskaja-Jamskaja, nel viale Leningradskij e nell'autostrada Leningradskoe.
La Tverskaja è una delle vie dello shopping più prestigiose di tutta la Russia, nonché tra le più costose al mondo per canoni di locazione commerciale. Costituisce inoltre uno dei poli della vita notturna e dell'intrattenimento a Mosca.

## Storia
La strada esisteva già nel XII secolo, svolgendo il ruolo di arteria fondamentale tra Mosca e la più sviluppata città rivale di Tver'.
Nei secoli XVII e XVIII, la Tverskaja divenne l'epicentro della vita sociale moscovita e sede di numerose abitazioni della nobiltà locale. Tra le dimore palladiane risalenti al regno di Caterina la Grande sono menzionabili il Club inglese (1780) e la residenza del sindaco di Mosca (1782). Quest'ultima, assieme ad altri edifici storici, è stata spostata di circa 14 metri per l'ampliamento della via in epoca staliniana.
Durante l'epoca imperiale, la Tverskaja divenne una tappa obbligata nell'itinerario degli zar dalla residenza moscovita nel Gran Palazzo del Cremlino verso la capitale imperiale San Pietroburgo. Diversi archi trionfali furono inoltre costruiti per commemorare le cerimonie di incoronazione imperiali. Nel 1792, fu allestita una piazza (piazza Tverskaja) davanti alla residenza del governatore di Mosca quale luogo di sosta per processioni e parate di massa.
Verso la fine del XIX secolo la strada fu ricostruita, con i maestosi palazzi neoclassici che lasciarono il posto a grandi edifici commerciali in un eclettico miscuglio di stili. Un edificio caratteristico dell'epoca è l'Hotel National (costruito tra il 1901 il 1903), il cui interno è un classico esempio di Art Nouveau russa. Nel 1888, l'attore, regista teatrale e fondatore del Teatro d'arte di Mosca, Konstantin Stanislavskij, affittò l'edificio Ginzburg presente sulla strada e lo trasformò in un lussuoso circolo con un grande palco e diverse sale espositive, al fine di ospitare la neonata Società d'Arte e Letteratura. L'edificio venne però divorato dalle fiamme pochi anni dopo, la notte del 10 gennaio 1891.
Tra la Rivoluzione russa del 1917 e l'ascesa dell'architettura stalinista nella metà degli anni '30, la strada acquisì tre edifici modernisti: il palazzo costruttivista Izvestija, il Palazzo del Telegrafo Centrale, e il "cubo nero" dell'Istituto Lenin. La strada fu quindi ribattezzata, nel 1932, in onore dello scrittore e rivoluzionario Maksim Gor'kij.
Un'ulteriore espansione avvenne in linea con il piano urbanistico generale di Stalin del 1935: durante quel periodo, tutte le chiese e la maggior parte degli edifici storici furono abbattuti per ampliare la strada e sostituire i bassi edifici con condomini e uffici governativi più grandi (pur mantenendo alcuni presidi storici). Il progetto fu completato solo parzialmente prima della seconda guerra mondiale; altri blocchi stalinisti apparvero tra gli anni '40 e gli anni '50, lasciando ancora molti edifici del XIX secolo. La maggior parte di loro è stata demolita in seguito, con poche eccezioni (come il Teatro Ermolova). L'Hotel Intourist, una torre di 22 piani costruita nel 1970, è stato demolito nel 2002 per far posto all'Hotel Ritz-Carlton. Sulla piazza antistante si trova inoltre una statua del leggendario fondatore di Mosca, Jurij Dolgorukij, eretta in occasione dell'800º anniversario della città, nel 1947.
Negli anni '90, la politica gorbačëviana di ritorno ai vecchi nomi pre-sovietici ha fatto sì che la strada sia tornata ad essere "Via Tverskaja", dopo uno iato di 55 anni come "Via Gor'kij".

## Trasporto
La strada è servita dai seguenti mezzi di trasporto:
- Stazioni della metro Ochotnyj Rjad (Sokol'ničeskaja), Tverskaja e Majakovskaja (Zamoskvoreckaja), Puškinskaja (Tagansko-Krasnopresnenskaja), e Čechovskaja (Serpuchovsko-Timirjazevskaja)
- Linee autobus nn. м1, м10, 101, 904, e Н1 (notturno).

## Riferimenti
La strada è menzionata da Aleksandr Puškin nel suo romanzo in versi Eugenio Onegin:
della dogana; già vola
il convoglio sulle buche
della Tverskaja: balenano
slitte, boulevards, lampioni,
donne, ragazzini, parchi,
monasteri, bancarelle,
guardiole, torri, palazzi,
catapecchie, orti, cosacchi,
bottegai, contadini,
farmacie, ateliers di moda,
logge, leoni sui portoni
e cornacchie sulle croci(…)»
(Aleksandr Puškin, Eugenio Onegin - XXXVIII)